# 속단
속단(續斷)은 꿀풀과에 속한 여러해살이풀이다. 한국, 만주, 중국에 분포한다.

## 생태
산지의 숲 속에서 자란다. 줄기는 네모지고 1미터 높이까지 큰다. 잎은 마주나고 심장 모양이다. 잎몸은 길이 10~13센티미터, 너비 8~10센티미터쯤 되며, 가장자리에 둔한 톱니가 있다. 꽃은 7월에 피는데 줄기 끝이나 잎겨드랑이에서 네다섯 개씩 층층이 돌아가면서 핀다. 연한 보라색이고, 입술꽃인데 윗입술은 모자 모양으로 겉에 흰 털이 많이 나고, 아랫입술은 3개로 갈라진다. 수술 4개 중 2개가 길다. 열매는 수과로 꽃받침에 싸여 익는다.

## 쓰임새
생약으로 뿌리를 쓰며 식물 이름과 같이 속단(續斷)이라 한다. 강장, 진통, 소염제로 쓴다.

## 사진

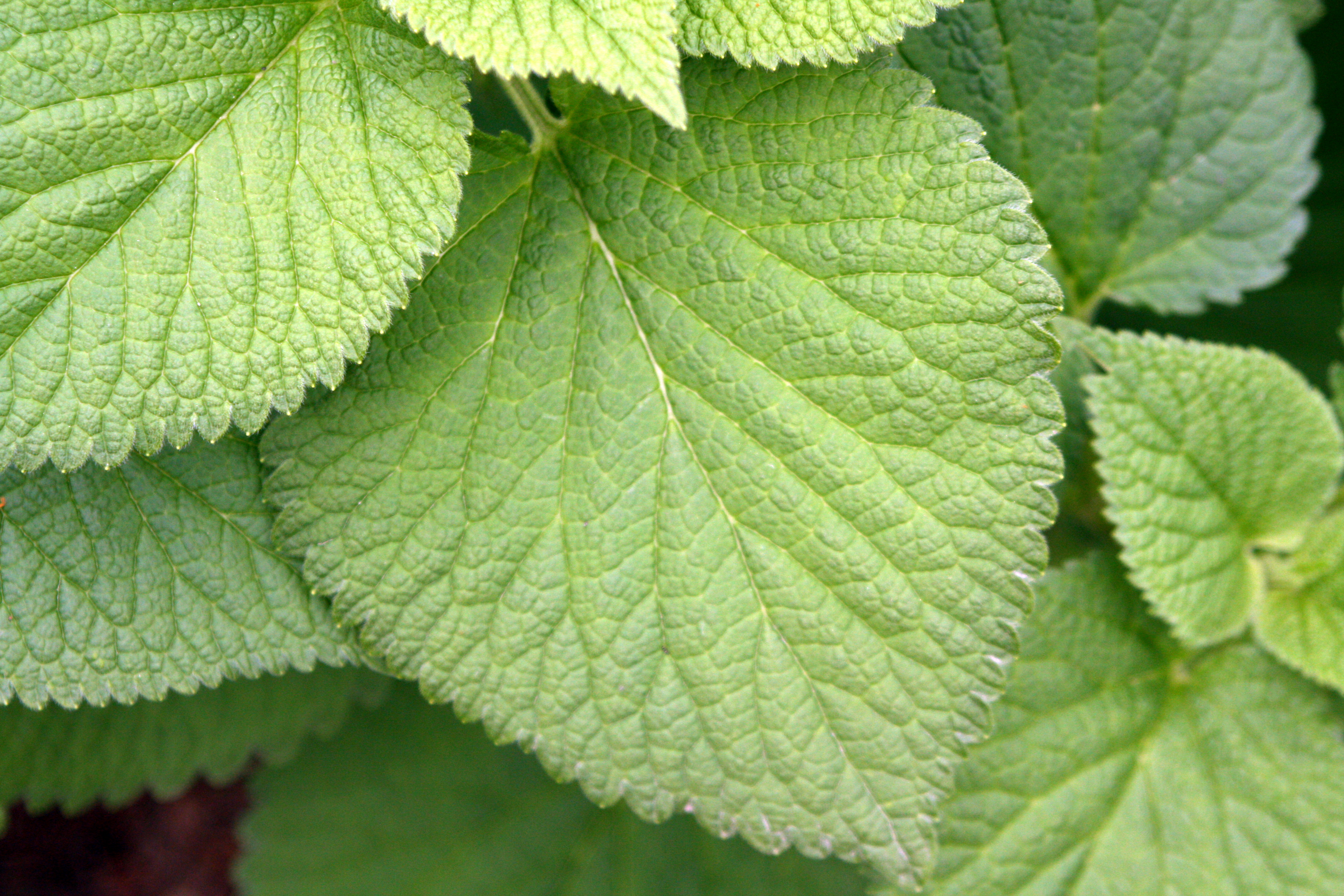
잎